# Mont Durand
Der Mont Durand oder Arbenhorn ist ein 3713 m ü. M. hoher Berg im Schweizer Kanton Wallis und liegt zwischen  Zermatt im Mattertal und Zinal im Val d’Anniviers. Der Gipfel liegt  westlich des Ober Gabelhorns auf der Sprachgrenze und ist einer der wenigen Walliser Berge, die auf den Landeskarten der Schweiz zweisprachig deutsch/französisch benannt sind.

## Einzelnachweise

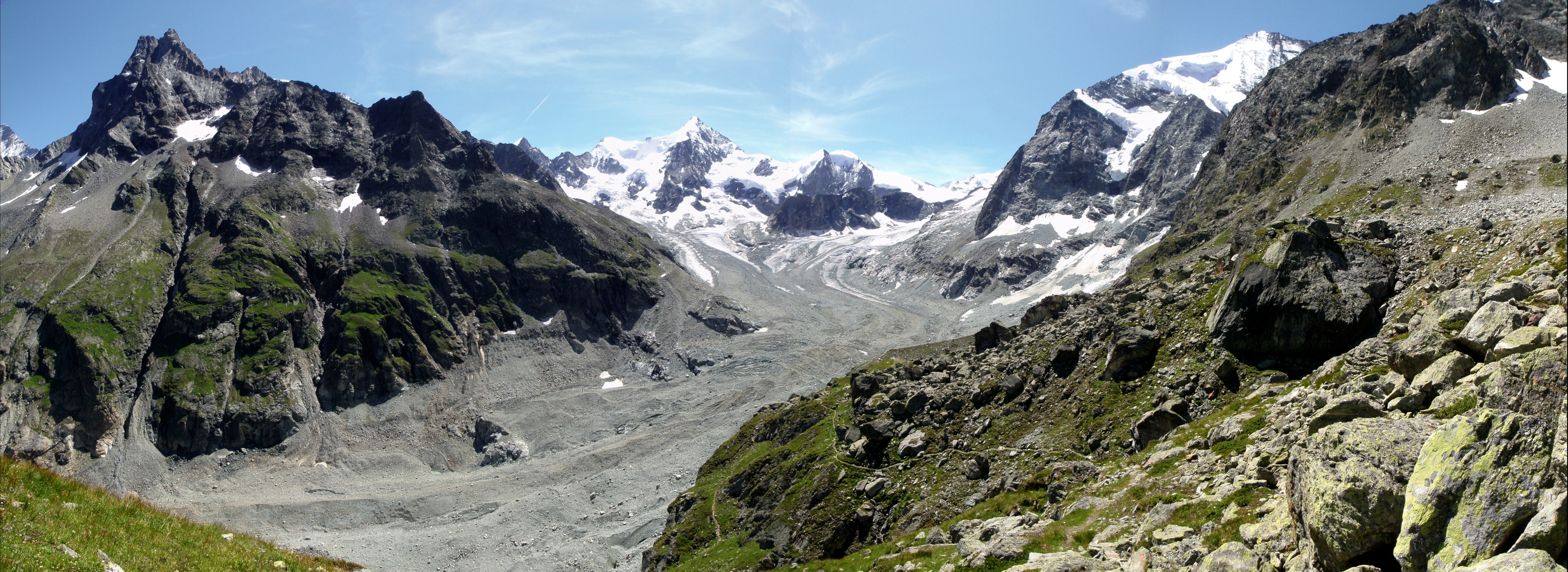
Panoramaaufnahme des Zinalgletschers im Val d’Anniviers. Im Hintergrund die Gipfel (v. l. n. r.) von Besso (3.668 m), Trifthorn (3.728 m), Wellenkuppe (3.903 m), Ober Gabelhorn (4.068 m), Mont Durand Arbenhorn (3.712 m) und Grand Cornier (3.961 m); August 2009.